# Пидор (роман)
«Пи́дор» (англ. Queer), также известный под названием «Гомосе́к», — мини-роман Уильяма Берроуза, одно из его первых произведений; он был написан в 1951—1953 годах, однако издан только в 1985-м издательством Viking Press. Роман является продолжением одного из наиболее известных произведений Берроуза «Джанки». «Джанки» заканчивается на идее героя найти аяуаску; хотя события «Пидора» прямо не связаны с этой концовкой, они описывают поездку героя в Южную Америку в поисках наркотиков. В отличие от романа «Джанки», «Пидор» написан от третьего лица.

## История создания
Роман является одним из примеров раннего стиля Берроуза, ещё достаточно традиционного и «сюжетного»; однако здесь уже заметны и предпосылки для возникновения стиля «Голого завтрака» (длинные монологи, странности в развитии сюжета).
Первоначально «Пидор» был написан как часть «Джанки», когда тот казался Берроузу недостаточно длинным и увлекательным. В дальнейшем писатель потерял интерес к этой своей рукописи и оставил её неопубликованной. Кроме того, произведение с подобным содержанием (сильный гомосексуальный подтекст) было бы затруднительно опубликовать в 1950-е годы. В 1985 году произведение было опубликовано со специально дописанным к нему вступлением.

## Адаптации
В 2001 году состоялась премьера одноимённой оперы авторства Эрлинга Вуда.
В 2011 году заявлялось о готовящейся экранизации, режиссёром которой должен был стать Стив Бушеми. Однако фильм так и не был снят.
В 2022 году было объявлено о готовящейся новой экранизации. Режиссёром назначен Лука Гуаданьино, в главной роли — Дэниел Крейг.
В 2024 году художественный фильм «Квир» вышел на экраны. Во время премьеры фильма на Венецианском кинофестивале фильм удостоился 11-минутных оваций.

### Комментарии
1. ↑  Под таким названием роман был впервые опубликован на русском языке («Митин журнал», № 60, 2002). Переводчик Максим Немцов.
2. ↑  Под таким названием роман был издан в 2004 году издательством АСТ.